# Condado de Billings
El condado de Billings (en inglés: Billings County, North Dakota), fundado en 1886,  es uno de los 53 condados del estado estadounidense de Dakota del Norte. En el año 2000 tenía una población de 2593 habitantes en una densidad poblacional de 0.3 personas por km². La sede del condado es Medora.

## Geografía
Según la Oficina del Censo, el condado tiene un área total de 2986 km² (1152,9 mi²), de la cual 2981 km² (1151,0 mi²) es tierra y 5 km² (1,9 mi²) es agua.

### Condados adyacentes
- Condado de McKenzie (norte)
- Condado de Dunn (noreste)
- Condado de Stark (este)
- Condado de Slope (sur)
- Condado de Golden Valley (oeste)

### Áreas protegidas nacionales
- Little Missouri pradera nacional (parte)
- Parque nacional Theodore Roosevelt (parte)

## Demografía
En el 2000 la renta per cápita promedia del condado era de $32 667, y el ingreso promedio para una familia era de $35 750. El ingreso per cápita para el condado era de $16 186. En 2000 los hombres tenían un ingreso per cápita de $32 500 versus $21 000 para las mujeres. Alrededor del 12.80% de la población estaba bajo el umbral de pobreza nacional.
| 1880 | 1890 | 1900 | 1910   | 1920 | 1930 | 1940 | 1950 | 1960 | 1970 | 1980 | 1990 | 2000 | Est. 2009 |
| ---- | ---- | ---- | ------ | ---- | ---- | ---- | ---- | ---- | ---- | ---- | ---- | ---- | --------- |
| 1323 | 170  | 975  | 10 186 | 3126 | 3140 | 2531 | 1777 | 1513 | 1198 | 1138 | 1108 | 888  | 827       |

## Mayores autopistas
- Interestatal 94
- U.S. Highway 85

## Lugares

### Ciudades
- Medora

Nota: todas las comunidades incorporadas en Dakota del Norte se les llama "ciudades" independientemente de su tamaño

### Otros
- El Bully púlpito Campo de golf se encuentra a tres millas al sur de Medora.